# Campoplex laetus
Campoplex laetus är en stekelart som beskrevs av Julius Theodor Christian Ratzeburg 1852. Campoplex laetus ingår i släktet Campoplex och familjen brokparasitsteklar. Inga underarter finns listade.